# Actaeomorpha punctata
Actaeomorpha punctata is een krabbensoort uit de familie van de Aethridae. De wetenschappelijke naam van de soort is voor het eerst geldig gepubliceerd in 1935 door Edmondson.